# Alessandro Boyens
Alessandro Boyens (ur. 28 maja 1980 w Saas-Fee) – niemiecki snowboardzista pochodzący ze Szwajcarii. Jego najlepszym wynikiem na mistrzostwach świata było 14. miejsce w Big Air na mistrzostwach świata w Arosa. Nie startował na igrzyskach olimpijskich. Najlepsze wyniki w Pucharze Świata osiągnął w sezonie 2003/2004, kiedy to zajął 4. miejsce w klasyfikacji Big Air.
W 2008 r. zakończył karierę.

## Sukcesy

### Mistrzostwa Świata
| Miejsce | Dzień       | Rok  | Miejscowość | Konkurencja | Zwycięzca      |
| ------- | ----------- | ---- | ----------- | ----------- | -------------- |
| 16.     | 21 stycznia | 2005 | Whistler    | Big Air     | Antti Autti    |
| 14.     | 19 stycznia | 2007 | Arosa       | Big Air     | Mathieu Crepel |

### Puchar Świata

#### Miejsca w klasyfikacji generalnej
- 2001/2002 - -
- 2002/2003 - -
- 2003/2004 - -
- 2004/2005 - -
- 2006/2007 - 282.
- 2007/2008 - 162.

#### Miejsca na podium
1. Klagenfurt am Wörthersee – 3 stycznia 2004 (Big Air) - 3. miejsce